# Pterocheilus propinquus
Pterocheilus propinquus är en stekelart som beskrevs av Kostylev 1940. Pterocheilus propinquus ingår i släktet palpgetingar, och familjen Eumenidae. Inga underarter finns listade i Catalogue of Life.